# Межиріцька сільська рада (Канівський район)
Межи́ріцька сільська́ ра́да — адміністративно-територіальна одиниця та орган місцевого самоврядування в Канівському районі Черкаської області. Адміністративний центр — село Межиріч.

## Загальні відомості
- Населення ради: 1 481 особа (станом на 2001 рік)

## Населені пункти
Сільській раді підпорядковані населені пункти:
- с. Межиріч
- с. Бабичі
- с. Лука

## Склад ради
Рада складається з 18 депутатів та голови.
- Голова ради:
- Секретар ради: Прохоренко Надія Тимофіївна

### Керівний склад попередніх скликань
| Прізвище, ім'я, по батькові | Основні відомості                                                                       | Дата обрання | Дата звільнення |
| --------------------------- | --------------------------------------------------------------------------------------- | ------------ | --------------- |
| Птуха Людмила Іванівна      | Сільський голова, 1962 року народження, освіта середня спеціальна, позапартійна         | 26.03.2006   | 31.10.2010      |
| Птуха Людмила Іванівна      | Сільський голова, 1962 року народження, освіта середня спеціальна, член Партії регіонів | 31.10.2010   | 30.12.2014      |

Примітка: таблиця складена за даними сайту Верховної Ради України

### Депутати
За результатами місцевих виборів 2010 року депутатами ради стали:

#### За суб'єктами висування
| Суб'єкт висування            | Кількість обраних депутатів | %  |
| ---------------------------- | --------------------------- | -- |
| Самовисування                | 16                          | 80 |
| Комуністична партія України  | 3                           | 15 |
| Соціалістична партія України | 1                           | 5  |

#### За округами
| № округу                     | Прізвище, ім'я, по батькові     | Дата визнання обраним | Освіта             | Партійна приналежність                  | Відомості про обраного депутата                                                    |
| ---------------------------- | ------------------------------- | --------------------- | ------------------ | --------------------------------------- | ---------------------------------------------------------------------------------- |
| Комуністична партія України  |                                 |                       |                    |                                         |                                                                                    |
| 4                            | Коваленко Микола Тимофійович    | 01.11.2010            | середня            | член Комуністичної партії України       | пенсіонер                                                                          |
| 5                            | Делікатний Микола Васильович    | 01.11.2010            | середня спеціальна | член Комуністичної партії України       | пенсіонер                                                                          |
| 14                           | Бабенко Микола Степанович       | 01.11.2010            | середня спеціальна | член Комуністичної партії України       | Степанецьке лісне господарство, лісоруб                                            |
| Соціалістична партія України |                                 |                       |                    |                                         |                                                                                    |
| 11                           | Іщенко Борис Петрович           | 01.11.2010            | вища               | член Соціалістичної партії України      | Фермерське господарство «Борис», голова                                            |
| Самовисування                |                                 |                       |                    |                                         |                                                                                    |
| 1                            | Осауленко Валентина Вікторівна  | 01.11.2010            | середня спеціальна | член Політичної партії «Сильна Україна» | ПСП «Пономар», бухгалтер                                                           |
| 2                            | Дорошенко Микола Степанович     | 01.11.2010            | вища               | член Партії регіонів                    | Межиріцька загальноосвітня школа, директор                                         |
| 3                            | Бобро Людмила Василівна         | 01.11.2010            | середня спеціальна | член Партії регіонів                    | Межиріцька СБК, директор                                                           |
| 6                            | Хорольська Олена Дем'янівна     | 01.11.2010            | середня спеціальна | член Партії регіонів                    | Межиріцька лікарська амбулаторія, медсестра                                        |
| 7                            | Сіленко Олександр Миколайович   | 01.11.2010            | вища               | позапартійний                           | СДСБЕЗ Канівського МВ УМВС України в Черкаській області, старший оперуповноважений |
| 8                            | Прохоренко Надія Тимофіївна     | 01.11.2010            | вища               | член Партії регіонів                    | Межиріцька сільська рада, секретар                                                 |
| 9                            | Запорожець Віра Іванівна        | 01.11.2010            | середня спеціальна | член Партії регіонів                    | Межиріцька лікарська амбулаторія, завідувачка                                      |
| 10                           | Якименко Сергій Вікторович      | 01.11.2010            | вища               | член Партії регіонів                    | ПСП «Пономар», директор                                                            |
| 12                           | Пустовойт Ніна Олексіївна       | 01.11.2010            | середня спеціальна | член Партії регіонів                    | приватний підприємець                                                              |
| 13                           | Бойко Олександр Сергійович      | 01.11.2010            | вища               | позапартійний                           | Фермерське господарство «Рось», голова                                             |
| 15                           | Мусієнко Валентина Михайлівна   | 01.11.2010            | середня спеціальна | член Партії регіонів                    | ФП с. Лука, завідувачка                                                            |
| 16                           | Чупилка Володимир Миколайович   | 01.11.2010            | середня спеціальна | член Партії регіонів                    | Канівське УЕГГ, слюсар                                                             |
| 17                           | Салига Ярослав Васильович       | 01.11.2010            | вища               | член Партії регіонів                    | Конончанська загальноосвітня школа, вчитель                                        |
| 18                           | Хижняк Григорій Павлович        | 01.11.2010            | середня спеціальна | член Партії регіонів                    | ДЛГ «Канівлісгосп», старший майстер лісу                                           |
| 19                           | Геращенко Наталія Олександрівна | 01.11.2010            | середня спеціальна | член Партії регіонів                    | тимчасово не працює                                                                |
| 20                           | Бакуменко Валерій Григорович    | 01.11.2010            | середня            | член Партії регіонів                    | тимчасово не працює                                                                |